# Sușița, Veliko Tărnovo
Sușița (în bulgară Сушица) este un sat în comuna Strajița, regiunea Veliko Tărnovo,  Bulgaria. 

## Demografie
Componența etnică a satului Sușița
     Turci (5,34%)
     Bulgari (86,14%)
     Romi (4,49%)
     Nicio identificare (4%)
La recensământul din 2011, populația satului Sușița era de 823 locuitori. Din punct de vedere etnic, majoritatea locuitorilor (86,14%) erau bulgari, existând și minorități de turci (5,34%) și romi (4,49%). Pentru 4% din locuitori nu este cunoscută apartenența etnică.